# Mont Thou
Le mont Thou est, avec ses 611 mètres d'altitude, le deuxième plus haut sommet, derrière le mont Verdun (626 mètres), des monts d'Or, au nord-ouest de Lyon. Il est situé sur le territoire de la commune de Saint-Cyr-au-Mont-d'Or.

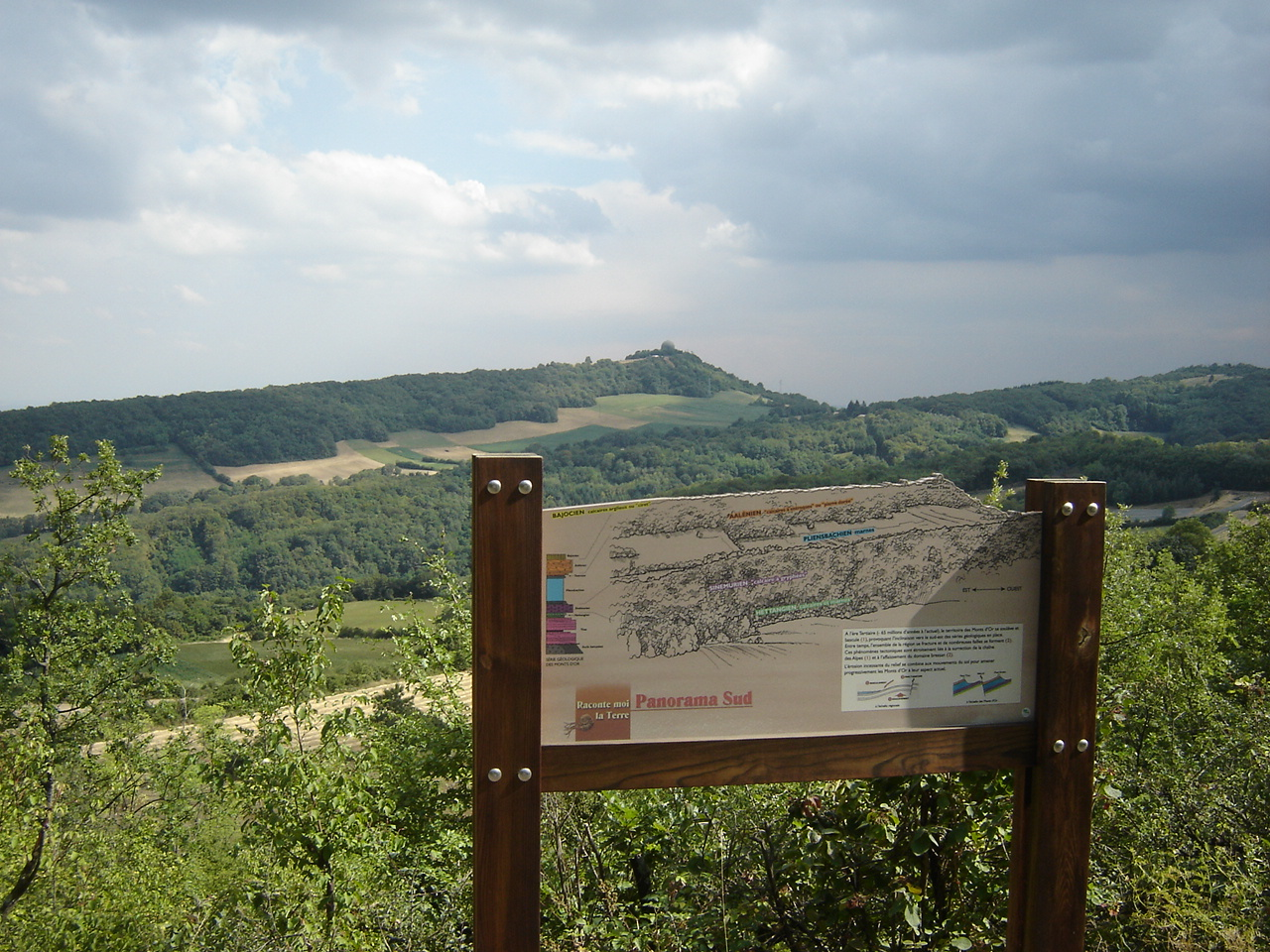
Panneau des monts d'Or avec, en arrière-plan, le mont Thou

Au sommet se trouvait une grosse boule. Il s'agissait d'un volumineux radar « Palmier » construit en 1970 (100 m2 de surface, 15 tonnes, six tours par minute). Opérant 24h/24, ce radar tridimensionnel permettait de connaître l’altitude, la distance et le gisement (l’angle) des avions surveillés, dans un rayon de 400 km. Cette installation est rattachée à la base de contrôle aérien de l'armée de l'air (Base aérienne 942 Lyon-Mont Verdun). En mai 2018 le radar « Palmier » a été remplacé par un radar de type Ground Master 406, plus moderne.
À côté du radar se trouve un pylône d'Orange servant de relais aux ondes 2G, 3G et 4G.
Le sommet offre une vue panoramique sur l'agglomération lyonnaise, la plaine du Rhône ainsi que le massif alpin. Une table d'orientation est également à disposition.

## Culture
« Mont Cindre, Mont Thou, Mont Verdun, trois géants qui n'en font qu'un, se haussent à l'envi pour voir Lyon. »

— Jacques-Melchior Villefranche, Essai de Grammaire du patois lyonnais